# Smågrisens første leveuge
|  | Denne artikel er oprettet af botten Steenthbot ud fra en ekstern database. Den kan derfor have sproglige fejl eller mangler. Denne skabelon kan fjernes efter kontrol af indholdet. |

Smågrisens første leveuge er en dansk dokumentarfilm fra 1979.

## Handling
Filmen handler om tand- og haleklipning, jerninjektion og tidlig kastration.